# Thujopsis
Thujopsis é um género monoespecífico de coníferas pertencente à família Cupressaceae cuja única espécie é Thujopsis dolabrata Sieb et Zucc.. É endémica do Japão, onde se chama asunaro (あすなろ). É parecida com o género estreitamente aparentado das Thuja (as arborvitae), das quais se diferencia nas folhas escamiformes mais largas, duras e coriáceas e com cones mais grossos.

## Descrição
Thujopsis é uma  árvore de folha persistente, que chega até aos 40 m de altura e com um tronco de até 1,5 m de diâmetro, com um córtex de cor vermelha acastanhada que se pela em tiras verticais. As folhas são lustrosas e verdes na parte de cima, de 3-10 mm de comprimento, e em baixo são de verde luzidio marcadas com vividas bandas estomáticas brancas; possuem uma textura quase carnosa e estão organizadas em pares decussados. Os estróbilos são globulares, de 7-15 mm de comprimento e 6-10 mm de diâmetro.
Existem duas variedades:
- Thujopsis dolabrata var. dolabrata. Centro e Sul do Japão. Ramagem menos denso, folhas maiores.
- Thujopsis dolabrata var. hondai. Norte do Japão. Ramagem mais densa com folhas ligeiramente mais pequenas.

## Biologia e ecologia

### Habitat
Florestas húmidas das ilhas de Shikoku, Kyushu e Honshu. Ocorre nas montanhas a uma altura acima dos 2000 m de altitude.
É uma árvore ornamental . Em seu país de origem normalmente são plantadas em redor de templos e jardins.

## Galeria

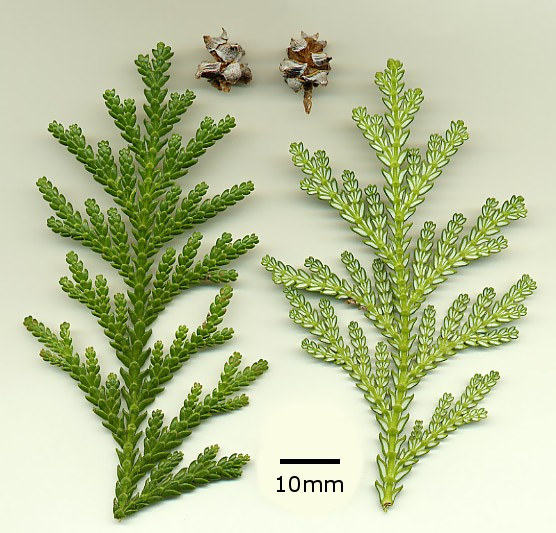
Pormenor das folhas (superior e inferior) e cones
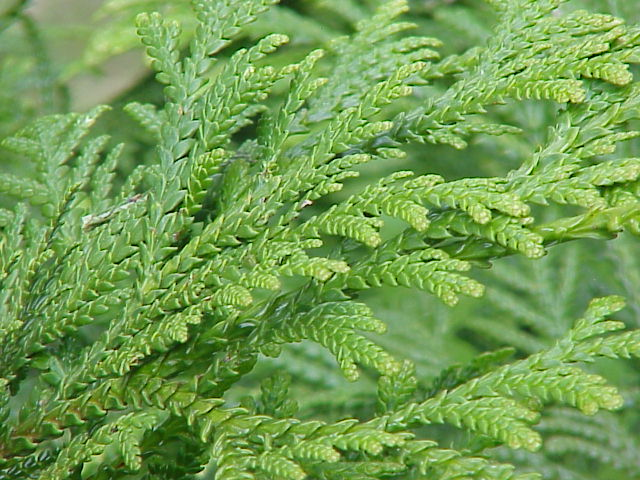
Folhagem de Thujopsis dolabrata.
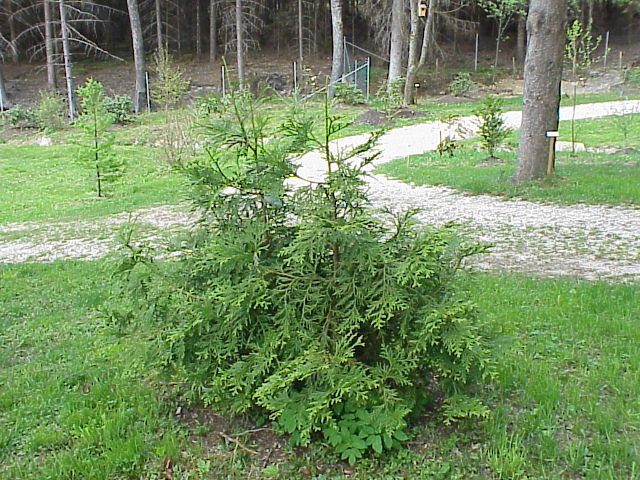
Planta jovem